# James Buchli
James Frederick Buchli (New Rockford, 20 juni 1945) is een voormalig Amerikaans ruimtevaarder. Buchli zijn eerste ruimtevlucht was STS-51-C met de spaceshuttle Discovery en vond plaats op 24 januari 1985. De missie werd uitgevoerd in opdracht van het Amerikaanse Ministerie van Defensie.
In totaal heeft Buchli vier ruimtevluchten op zijn naam staan. In 1992 verliet hij NASA en ging hij als astronaut met pensioen.